# スモーキー・ジョー・ウィリアムズ
スモーキー・ジョー・ウィリアムズ（Joseph "Smokey Joe" Williams, 1886年4月6日 - 1951年2月25日）は、1911年から1934年までアメリカ合衆国のニグロリーグで活躍していた野球選手。主なポジションは投手。テキサス州グアダルーペ郡セギーン生まれ。右投げ右打ち。”サイクロン・ジョー”とも呼ばれる。サチェル・ペイジ以前のニグロリーグにおいて、最も偉大な投手と言われる。

## 来歴・人物
アフリカ系アメリカ人と、ネイティブアメリカン（コマンチ族）の両親の間に生まれた。プロとして野球を始めたのは1905年からで、サンアントニオにあったブラック・ブロンコスというチームでプレーを始める。身長6フィート4インチ、体重200ポンドという大柄な体からウィリアムズは剛速球を繰り出し、初年からいきなり28勝を挙げ、その後も15勝、20勝、20勝、32勝と勝ち星を挙げる。
1911年にニューヨークのリンカーン・ジャイアンツに入団。1910年代におけるリンカーン・ジャイアンツの躍進を支える存在となった。記録は不十分ながら、1914年シーズンは41勝3敗の成績を挙げていたものと考えられている。また同年、メジャーリーグのニューヨーク・ジャイアンツとの交流試合では20奪三振を挙げ、この剛速球に、ジャイアンツの選手から『スモーキー』とあだ名を付けられたのが彼のニックネームの由来だという。また、1917年に行われた交流試合では、同じニューヨーク・ジャイアンツを相手に無安打試合をやってのけたが、試合は1-0で敗れた。
1914年にジョン・ヘンリー・ロイドが監督を退いた後は、1923年までリンカーン・ジャイアンツの選手兼任監督を務めていた。しかし1923年に、チームがイースタン・カラード・リーグ5位と低迷すると、ウィリアムズはその責任を取らされる形で放出され、1924年のブルックリンを経て1925年からはホームステッド・グレイズに所属した。1929年には43歳になっていたが、12勝7敗という成績を残しており、また翌1930年の8月7日にカンザスシティ・モナークスと対戦した試合では、延長12回まで投げきり計27奪三振を挙げるという記録を作っている。
1932年に現役を引退。引退後はニューヨークでバーテンダーなどをしていたという。1951年にニューヨークで死去。それまでニグロリーグ以前の投手成績統計の調査が十分でなかったことなどで、ウィリアムズがベテランズ委員会からアメリカ野球殿堂入り選手に選出されたのは、1999年のことであった。
投手としての球種はニッケルカーブ(スライダー)、チェンジアップ　(米書　「guide　to　pitchers」より)

## 記録・表彰等
- メジャーリーグとの交流試合成績：通算20勝7敗